# Salem (Village, New York)
Salem ist ein Village in der Town of Salem im Washington County. Sie gehört zur Glens Falls Metropolitan Statistical Area. Bei der Volkszählung 2010 hatte die Ortschaft 946 Einwohner.

## Geographie
Nach den Angaben des United States Census Bureaus hat das Village eine Fläche von 7,6 km², die sich ausschließlich aus Land zusammensetzt.
Die New York State Route 22 führt als Main Street durch die Ortschaft und kreuzt hier die County Roads 30 und 153. Der East Beaver Brook fließt durch den westlichen Teil der Ortschaft.
Das Village befindet sich im nördlichen Teil der Town, in deren Gebiet sie liegt. Ein Teil der Verwaltung des Countys war früher hier beheimatet, darunter das Gefängnis und das Büro des Sheriffs. Das frühere Courthouse ist als Sehenswürdigkeit erhalten geblieben. Es entstand 1869 nach den Plänen von E.F. Cummings und wurde bis 2004 als County-Gefängnis genutzt. Das Büro des Sheriffs wurde verlegt und eine Nebenstelle entstand 2007 südlich der Ortschaft an der Route 22.

## Geschichte
Die Ortschaft wurde 1762 durch Siedler aus Neuengland und Schottland begründet. Zu dieser Zeit gehörte das Gebiet noch zum Albany County. Sie trug zunächst zwei Namen, White Creek und New Perth, die zwei verschiedene Gruppen von Siedlern durchsetzen wollten. Schließlich legte die Regierung New Yorks den Namen fest.
Salems Downtown wurde 1975 zum historischen Distrikt erklärt und in das National Register of Historic Places aufgenommen.

## Demographie
Zum Zeitpunkt des United States Census 2000 bewohnten Salem 964 Personen. Die Bevölkerungsdichte betrug 127,0 Personen pro km². Es gab 412 Wohneinheiten, durchschnittlich 54,3 pro km². Die Bevölkerung Salems bestand zu 97,61 % aus Weißen, 1,14 % Schwarzen oder African American, 0,10 % Native American, 0 % Asian, 0 % Pacific Islander, 0,10 % gaben an, anderen Rassen anzugehören und 1,04 % nannten zwei oder mehr Rassen. 0,62 % der Bevölkerung erklärten, Hispanos oder Latinos jeglicher Rasse zu sein.
Die Bewohner Salems verteilten sich auf 363 Haushalte, von denen in 34,4 % Kinder unter 18 Jahren lebten. 51,0 % der Haushalte stellten Verheiratete, 14,0 % hatten einen weiblichen Haushaltsvorstand ohne Ehemann und 29,2 % bildeten keine Familien. 25,9 % der Haushalte bestanden aus Einzelpersonen und in 12,7 % aller Haushalte lebte jemand im Alter von 65 Jahren oder mehr alleine. Die durchschnittliche Haushaltsgröße betrug 2,51 und die durchschnittliche Familiengröße 2,98 Personen.
Die Bevölkerung verteilte sich auf 26,3 % Minderjährige, 7,8 % 18–24-Jährige, 27,5 % 25–44-Jährige, 23,3 % 45–64-Jährige und 15,0 % im Alter von 65 Jahren oder mehr. Das Durchschnittsalter betrug 38 Jahre. Auf jeweils 100 Frauen entfielen 101,3 Männer. Bei den über 18-Jährigen entfielen auf 100 Frauen 91,9 Männer.
Das mittlere Haushaltseinkommen in Salem betrug 37.357 US-Dollar und das mittlere Familieneinkommen erreichte die Höhe von 44.375 US-Dollar. Das Durchschnittseinkommen der Männer betrug 31.625 US-Dollar, gegenüber 23.500 US-Dollar bei den Frauen. 4,5 % der Bevölkerung und 4,2 % der Familien hatten ein Einkommen unterhalb der Armutsgrenze, davon waren 4,5 % der Minderjährigen und 4,3 % der Altersgruppe 65 Jahre und mehr betroffen.